# درای کیل لاجیک
درای کیل لاجیک (به انگلیسی: Dry Kill Logic) یک گروه چهار نفرهٔ متال آمریکایی از شهر وستچستر کانتی، نیویورک است که در سال ۱۹۹۳ (با نام Hinge) آغاز به کار کرد. گرچه گروه از سال ۲۰۰۶ تا کنون آلبومی منتشر نکرده است، با این حال هنوز فعال است.

## اعضا
- کلیف ریگانو: خواننده
- جیسون بوزی: گیتار
- برندان داف: بیس
- فیل آرکیوری: درام